# العلاقات التركية الفيجية
العلاقات التركية الفيجية هي العلاقات الثنائية التي تجمع بين تركيا وفيجي.

## مقارنة بين البلدين
هذه مقارنة عامة ومرجعية للدولتين:
| وجه المقارنة                                              | تركيا         | فيجي                                                                 |
| --------------------------------------------------------- | ------------- | -------------------------------------------------------------------- |
| المساحة (كم2)                                             | 783.56 ألف    | 18.27 ألف                                                            |
| عدد السكان (نسمة)                                         | 80.14 مليون   | 915.30 ألف                                                           |
| الكثافة السكانية (ن./كم²)                                 | 102.28        | 50.1                                                                 |
| العاصمة                                                   | أنقرة         | سوفا                                                                 |
| اللغة الرسمية                                             | اللغة التركية | لغة إنجليزية، اللغة الفيجية، اللغة الفيجي الهندية، اللغة الهندستانية |
| العملة                                                    | ليرة تركية    | دولار فيجي                                                           |
| الناتج المحلي الإجمالي (بليون دولار)                      | 851.10 مليار  | 5.06 مليار                                                           |
| الناتج المحلي الإجمالي (تعادل القوة الشرائية) بليون دولار | 1.57 تريليون  | 8.32 مليار                                                           |
| الناتج المحلي الإجمالي الاسمي للفرد دولار أمريكي          | 9.12 ألف      | 4.96 ألف                                                             |
| الناتج المحلي الإجمالي للفرد دولار أمريكي                 | 19.79 ألف     | 8.79 ألف                                                             |
| مؤشر التنمية البشرية                                      | 0.761         | 0.727                                                                |
| رمز المكالمات الدولي                                      | +90           | +679                                                                 |
| رمز الإنترنت                                              | .tr           | .fj                                                                  |
| المنطقة الزمنية                                           | ت ع م+03:00   | ت ع م+12:00                                                          |

## منظمات دولية مشتركة
يشترك البلدان في عضوية مجموعة من المنظمات الدولية، منها:
| علم المنظمة | اسم المنظمة                               | تاريخ انضمام تركيا | تاريخ انضمام فيجي |
| ----------- | ----------------------------------------- | ------------------ | ----------------- |
|             | المنظمة الهيدروغرافية الدولية             | ?                  | ?                 |
|             | الاتحاد البريدي العالمي                   | ?                  | ?                 |
|             | بنك التنمية الآسيوي                       | 1991               | 1970              |
|             | يونسكو                                    | 4 نوفمبر 1946      | 14 يوليو 1983     |
|             | البنك الدولي للإنشاء والتعمير             | 11 مارس 1947       | 28 مايو 1971      |
|             | منظمة التجارة العالمية                    | 26 مارس 1995       | ?                 |
|             | وكالة ضمان الاستثمار متعدد الأطراف        | 3 يونيو 1988       | 24 سبتمبر 1990    |
|             | الاتحاد الدولي للاتصالات                  | 1866               | 5 مايو 1971       |
|             | منظمة الشرطة الجنائية الدولية             | ?                  | ?                 |
|             | مؤسسة التمويل الدولية                     | 19 ديسمبر 1956     | 12 يوليو 1979     |
|             | الأمم المتحدة                             | 24 أكتوبر 1945     | 13 أكتوبر 1970    |
|             | مؤسسة التنمية الدولية                     | 22 ديسمبر 1960     | 29 سبتمبر 1972    |
|             | منظمة حظر الأسلحة الكيميائية              | ?                  | ?                 |
|             | المركز الدولي لتسوية المنازعات الاستشارية | 2 أبريل 1989       | 10 سبتمبر 1977    |

## وصلات خارجية
- موقع وزارة الخارجية التركية
- موقع وزارة الخارجية الفيجية